# Алло (мыза)
А́лло (нем. Allo, А́лу, эст. Alu mõis) — рыцарская мыза (имение) в посёлке Алу волости Рапла уезда Рапламаа, Эстония. Согласно историческому административному делению, относилась к приходу Рапла уезда Харьюмаа. В годы Российской империи находилась на территории Эстляндской губернии и относилась к Раппельскому приходу.

## История мызы
Первые письменные сведения о мызе Алло относятся к 1409 году. Годом её основания считается 1456-й. 
В конце XVI века мыза принадлежала Отто Икскюлю. Затем мыза сменила несколько владельцев, среди них были лейтенант Ганс Дитрих фон Розен (приобрёл её в 1673 году за 2400 серебряных рублей), Бенгт Генрих фон Бистром (в 1705 году за 11 000 серебряных рублей), окружной судья Бернард Генрих фон Тизенгаузен (в 1747 году за  21 000 серебряных рублей). Семейству Тизенгаузенов мыза принадлежала до 1828 года, когда граф Ганс Генрих фон Тизенгаузен за 900 000 бумажных рублей продал её Императорскому Главному управлению уделов Министерства императорского двора.
В 1858 году мызу за 120 000 серебряных рублей мызу купил Отто Густав фон Лилиенфельд, при жизни которого был возведён великолепный господский особняк, напоминающий средневековую крепость. Потомкам Отто фон Лилиенфельда мыза принадлежала в течение четырёх поколений. В ходе земельной реформы, в 1923 году, мыза была национализирована у Рудольфа фон Лилиенфельда, и в её главном здании (бывшем господском особняке) до начала 1940 года работала Алуская начальная школа. После окончания Второй мировой войны и до восстановления независимости Эстонии здание находилось в распоряжении объединения «Эстонская Сельхозтехника».   
- Герб Икскюлей
- Герб Розенов
- Герб баронов Бистром
- Герб Тизенгаузенов
- Герб Лилиенфельдов

В 1999 году главное здание мызы выкупил «Союз обороны Эстонии» («Кайтселийт»). Здание было реновировано, и его занял учебный центр «Кайтселийта».
Хозяйственных построек сохранилось немного, наиболее примечательным из них является амбар в стиле неоготики. Во второй половине XX века в центре мызы и в её окрестностях было построено множество домов, образовавших посёлок Алу.
На территории мызы установлены обломки памятника Эстонской освободительной войне, разрушенного при советской власти. Они внесены в Государственный регистр памятников культуры Эстонии как памятник искусства (скульптор Яан Коорт, материал — доломит).

## Главное здание
Господский особняк (главное здание мызы) —  одно из своеобразных усадебных зданий Эстонии в неоготическом стиле с элементами стиля Тюдоров. Его массивная кубическая форма, пятиэтажная угловая башня и ступенчатый парапет возведены под влиянием средневековой крепостной архитектуры. 
Строительство здания было начато в 1862 году под руководством архитектора Пауля Алиша, построившего «Кренгольмскую мануфактуру» в Нарве. Позже строительными работами стал руководить инженер Фридрих Моди, и по его усмотрению первоначальный проект был несколько изменён. Строительство было завершено в 1875 году.
Каменное строение имеет расчленённые фасады. C одной его стороны расположена четырёхэтажная четырёхгранная башня. В углу между башней и лестницей раньше был небольшой балкон. Общий аскетичный вид здания подчёркнут лепниной, остроконечными арочными окнами зала, карнизом с машикулями и угловыми башенками. Интерьер здания преимущественно выполнен в неоклассическом стиле. Рядом со скромно оформленным залом находится большой вестибюль овальной формы, проходящий через два этажа. Стены помещения, сочленённые рифлёными пилястрами, расписаны в помпейском стиле. Торжественный эффект интерьера подчёркивает широкая открытая лестница из ценных пород дерева, скульптурные ниши и ажурная перегородка тамбура.

## Мызный комплекс
В Государственный регистр памятников культуры Эстонии как памятники архитектуры внесены три объекта мызного комплекса:
- главное здание; при инспектировании 14 ноября 2023 года его состояние признано удовлетворительным[4];
- парк; типичный образец ландшафтного парка свободной формы, входящего в мызный ансамбль. Имеет среднее видовое богатство, в основном, местные деревья и кустарники: ель, сосна, берёза, осина, ольха, липа, клён, дуб, ива, жимолость, орешник, черёмуха, рябина и др. В южной стороне парка большую часть территории занимает система прудов. При инспектировании 15 февраля 2024 года состояние парка оценено как удовлетворительное[7];
- амбар-сушильня; построен в 1884 году. Среднего размера здание из плитняка с тонкой штукатуркой. Покрыт двускатной крышей с широко нависающим карнизом. Передний фасад имеет высокие остроконечные арочные фронтоны и двери с узором «ёлочка». При инспектировании 28 августа 2019 года состояние строения признано удовлетворительным[8].

## Галерея
- Западная сторона главного здания мызы
- Мызный парк
- Пруд в парке
- Амбар-сушилка
- Обломки монумента Освободительной войне